# Adrián Alvarado
Pour les articles homonymes, voir Alvarado.
Alvarado  Teneb est un nom espagnol. Le premier nom de famille, en général paternel, est Alvarado ; le second, en général maternel, souvent omis, est Teneb.
Adrián Alexander Alvarado Teneb, né le 14 août 1991 à Puerto Montt, est un coureur cycliste chilien.

## Biographie
Il est contrôlé positif à l'EPO le 1er mai 2014, jour de sa victoire sur la Santikutz Klasika, manche de la Coupe d'Espagne de cyclisme. Bien que l'UCI le suspende pour deux ans, soit jusqu'au 30 avril 2016, il continue à concourir quelques courses en Amérique avec la sélection nationale chilienne durant l'année 2015, avant d'être rappelé à l'ordre le 18 septembre.
En avril 2018, il devient champion du Chili sur route.

## Palmarès
- 2009
  -  Champion du Chili sur route juniors
- 2011
  - 2e du Mémorial Manuel Sanroma
  - 2e de la Santikutz Klasika
  - 3e du Mémorial Valenciaga
  - 3e de la Coupe d'Espagne espoirs
  - 3e du Tour de Navarre
- 2012
  - 2e de la Santikutz Klasika
- 2013
  - Clásica Ciudad de Torredonjimeno
- 2014
  - Santikutz Klasika
- 2017
  - Vuelta de la Leche :
    - Classement général
    - 2e étape

  - 1re étape du Tour du Chili
- 2018
  -  Champion du Chili sur route
  - Vuelta de la Leche :
    - Classement général
    - 2e étape

  - 3e du Tour de Chiloé
- 2019
  - 3e du championnat du Chili sur route
- 2024
  - 5e étape de la Vuelta Maule Sur

## Classements mondiaux
| Année            | 2012 | 2013 | 2014 | 2015 | 2016 | 2017 | 2018 | 2019 |
| ---------------- | ---- | ---- | ---- | ---- | ---- | ---- | ---- | ---- |
| UCI America Tour | 318e |      | 427e |      |      | 126e |      | 339e |